# Stade Renzo-Barbera
Pour les articles homonymes, voir Barbera (homonymie).
Le stade Renzo-Barbera (en italien, Stadio Renzo Barbera) est un stade situé à Palerme en Italie. Il fut ouvert en 1932, et offre une capacité de 36 349 places. C'est le stade utilisé à domicile par le Palerme FC actuellement en Série B, deuxième division italienne de football.

## Histoire
Le stade est inauguré le 24 janvier 1932, remplaçant l'ancien stade, le Stadio Ranchibile, à l'occasion du match entre l'US Palerme et l’Atalanta Bergame, match gagné par les Palermitains sur le score de 5 à 1. Ce résultat annonce l'historique première accession en Série A qui se produit à la fin de la saison. 
Le premier nom du stade est Littorio, il est construit rapidement par le régime fasciste, dans le but de remplacer le désormais ancien camp sportif Ranchibile. Aux bords du terrain est alors présente une piste d'athlétisme légère, sans les virages, avec seulement des secteurs de tribunes et de gradins. Les spectateurs des virages n'ont pas de places pour s'asseoir mais seulement un terrain en dégradé pour favoriser la vision. Le Littorio change de nom en 1937 pour être renommé Michele Marrone, militaire tombé lors de la Guerre civile espagnole. Le stade garde ce nom jusqu'à la fin de la Seconde Guerre mondiale. 
Par la suite, l'emplacement prend le nom de stade “La Favorita”, du nom de la propriété de Ferdinand Ier de Bourbon qui est à côté du stade. 
En 1948 l’emplacement subit sa première rénovation. La piste d’athlétisme est détruite et les deux virages construits. La capacité du stade passe alors à 40 000 spectateurs. 
En 1984, il y a une deuxième rénovation, avec la construction du second anneau autour des virages et des gradins. La capacité est portée à un peu moins de 50 000 spectateurs : l'emplacement est complet seulement lors d'un grand match du groupe B de la Série C1, gagné contre Messine. 
À l'approche de la coupe du monde de football de 1990, le stade de la Favorita est rénové une troisième fois, avec la réfection des fondations. La capacité du stade est réduite à 36 422 places assises (la tribune de presse comprise) pour rentrer dans les normes de sécurité. Durant les travaux de rénovation, cinq ouvriers perdent la vie dans un éboulement survenu à la fin du mois d'août 1989.
Le 18 septembre 2002 le stade est renommé Renzo Barbera, président du Palermo durant les années 1970 et 1980. 
En 2005, à la suite de la qualification de Palerme en Coupe UEFA, le stade est profondément renouvelé, avec la création d'un nouveau secteur pour les supporteurs adverses de 5 000 places entre les gradins et le virage Sud. Le secteur est protégé par de hautes barrières et des parois en verres anti-intrusion et est surnommé la gabbia.
En 2006, on a de nouveaux travaux de modernisation, en fait la Loi Pisanu impose l'utilisation de tourniquets à l'entrée du stade, et Renzo Barbera est un des premiers stades aux normes.
Le président Maurizio Zamparini propose depuis quelques années un nouvel emplacement multifonctionnel avec différents services. L'actuel emplacement étant trop proche du centre, il représente une menace pour la sécurité publique. L'endroit choisi pour la construction du stade est occupé actuellement par le vélodrome Paolo Borsellino. La mairie est divisée, le vélodrome étant une structure neuve, dont la municipalité paye encore le crédit. La construction du nouveau stade est pour l'instant reportée à une date ultérieure.

## Évolution du nom
| 1932 | Stadio Littorio |
| 1937 | Michele Marrone |
| 1945 | Stadio Comunale |
| 1948 | La Favorita     |
| 2002 | Renzo-Barbera   |

## Matchs importants

### Coupe du monde FIFA 1990
- Pays-Bas - Égypte 1-1 (Groupe F, 12 juin)
- Irlande - Égypte 0-0 (Groupe F, 17 juin)
- Irlande - Pays-Bas 1-1 (Groupe F, 21 juin)

### Qualifications à la Coupe du monde FIFA 1994
- Italie - Malte 6-1 (24 mars 1993)

### Qualifications à la Coupe du monde FIFA 2006
- Italie - Norvège 2-1 (4 septembre 2004)
- Italie - Slovénie 1-0 (8 octobre 2005)

### Qualifications à la Coupe du monde FIFA 2018
- Italie - Albanie 2-0 (24 mars 2017)

### Qualifications à l'Euro UEFA  1996
- Italie - Croatie 1-2 (16 novembre 1994)

### Qualifications à l'Euro UEFA  2004
- Italie - Finlande 2-0 (29 mars 2003)
- Israël - France 1-2 (2 avril 2003)

### Matchs amicaux
- Italie - Pays-Bas 1-0 (26 septembre 1990)
- Italie - Irlande du Nord  2-0 (22 janvier 1997)
- Italie - Suède 1-0 (23 février 2000)
- Italie - République Tchèque  2-2 (18 février 2004)

### Coupe Internationale
- Italie - Suisse 2-0 (28 décembre 1952)

### Supercoupe d'Europe
- Juventus 3-1 Paris SG (Finale match retour, 5 février 1997)

Le match aller se dispute au Parc des Princes de Paris et voit la victoire de la Juventus par 6 à 1. Au match retour le match se joue à Palerme car la Juventus, désormais pratiquement vainqueur de la confrontation avec la large victoire à l'allée, et du fait de la présence de nombreux supporters de la Juventus en Sicile,la Juventus offre à l’île une rencontre de haut niveau, l'équipe de Palerme étant absente depuis longtemps de la Série A.